# Морозова, Елена Митрофановна

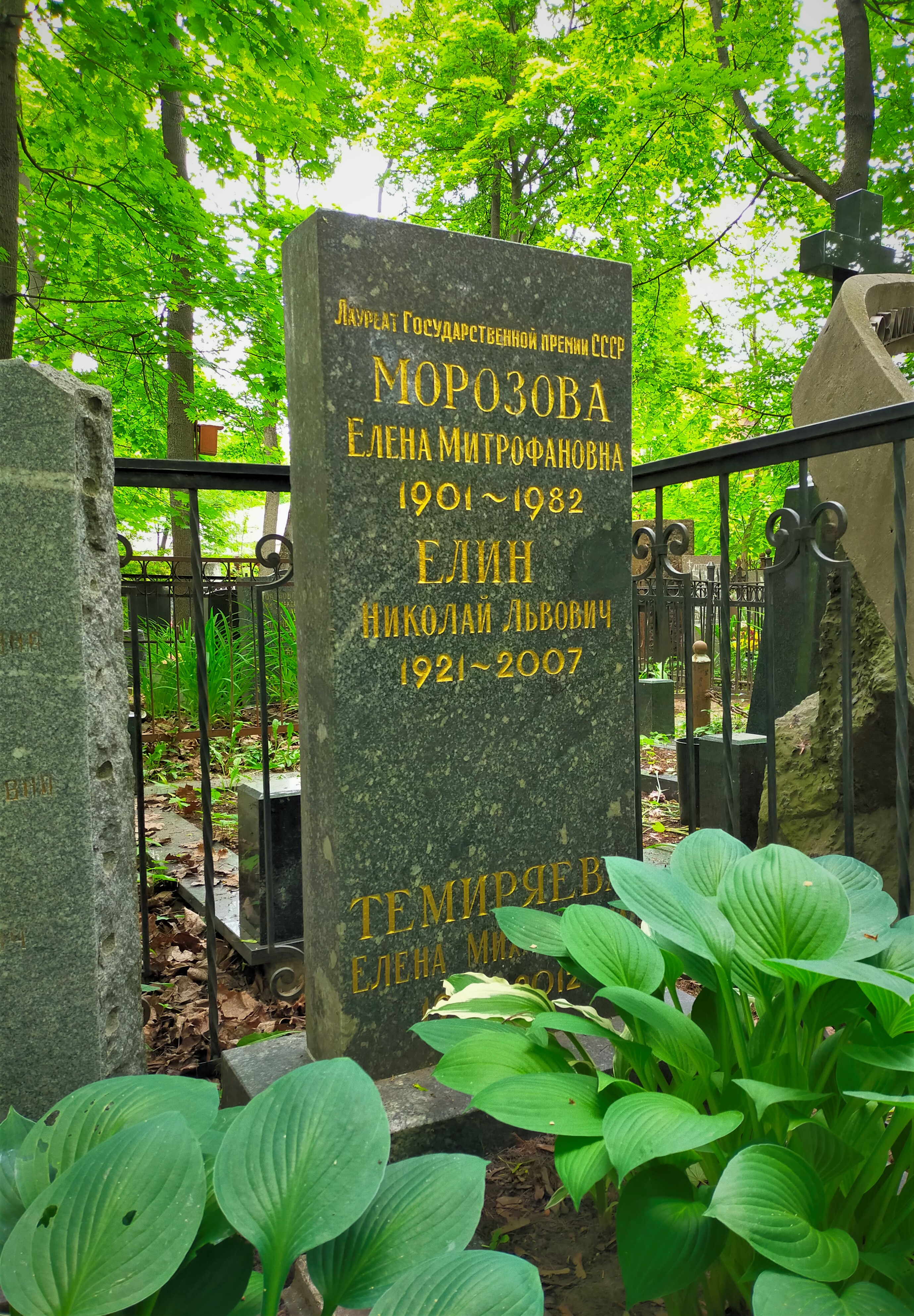
Могила Е. М. Морозовой, Введенское кладбище

Еле́на Митрофа́новна Моро́зова (1901 — 1982, Москва) — советский инженер, лауреат Сталинской премии (1951).

## Биография
Елена родилась в 1901 году. 
Работала в Экспериментальном НИИ металлорежущих станков (ЭНИМС) с 1933 года (с момента основания института) в должностях инженера-технолога, потом научного сотрудника.
Совместно с Э. Д. Спивак, О. Ю. Коцюбинским проводила работы по выбору марок чугуна, стабилизации отливок, выбору марок стали, упрочнению деталей с помощью различных видов закалки, цементации, азотирования. Разрабатывала марочники стали для ответственных деталей, рекомендации по применению пластмассы, синтетического гранита (синтеграна), внедрению заменителей дорогих и дефицитных марок цветных металлов.
Елена Митрофановна Морозова умерла в 1982 году, она похоронена в Москве на Введенском кладбище (участок № 19).

## Награды и премии
- Сталинская премия первой степени (1951) — в номинации «за выдающиеся изобретения и коренные усовершенствования методов производственной работы в области машиностроения»[2] за разработку принципов комплексной автоматизации производственных процессов в машиностроении, проектирование и освоение автоматического завода поршней

## Публикации
- Жидкостная цементация деталей [Текст] / Е. М. Морозова ; М-во станкостроения СССР. Эксперим. науч.-исслед. ин-т металлорежущих станков «ЭНИМС». — Москва : тип. им. Воровского, 1950 (Калуга). — 15 с. : ил.; 22 см.
- Морозова, Елена Митрофановна, Спивак, Эсфирь Давыдовна. Термическая обработка в станкостроении. Москва изд-во и 1-я тип. Машгиза 1949. 192 с. ил. 22 см
- Марочник сталей, применяемых в станкостроении [Текст] / Главниипроект при Госплане СССР. Эксперим. науч.-исслед. ин-т металлорежущих станков. ЭНИМС. — 2-е изд., испр. и доп. — Москва : ЦБТИ, 1958 [вып. дан. 1959]. — 151 с. : граф.; 15х23 см, авт. разработки: Е. М. Морозова и Э. Д. Спивак.